# Џејмс Макавој
Џејмс Макавој (енгл. James McAvoy; 21. април 1979) јесте шкотски глумац. Глумачку каријеру започео је 1995. улогом у филму The Near Room након чега је углавном наступао на телевизији све до средине 2000-их. Најзначајније улоге на телевизији Макавој је остварио у серијама State of Play, Shameless и Деца Дине Френка Херберта.
Прву већу филмску улогу имао је у филму Краљица Боливуда из 2003, а 2005. појавио се у блокбастеру Летописи Нарније: Лав, вештица и орман. Улога у филму Последњи краљ Шкотске донела му је награду БАФТА за будућу звезду, као и неколико номинација за друга филмска признања. 2007. Макавој је играо главну улогу у филму Покајање Џоа Рајта који му је донео номинације за награде БАФТА и Златни глобус. 2008. Макавој се уз Анџелину Џоли појавио у филму Тражена.
Широј јавности познат је по улози Чарлса Завијера у филму Икс-људи: Прва класа из 2011. и наставцима Икс-људи: Дани будуће прошлости из 2014, Икс-људи: Апокалипса из 2016. и Икс-људи: Мрачни Феникс из 2019. Макавој је наступао и у позоришту где је остварио значајне улоге у представама Three Days of Rain из 2009. и Магбет из 2013. Такође је позајмљивао глас главним ликовима у анимираним филмовима Гномео и Јулија и Мисија: Спасити Божић. 2017. је играо главну улогу у психолошком хорору Подељен.

## Детињство
Макавој је рођен у Глазгову у породици Елизабет и Џејмса Макавоја. Родитељи су се развели када му је било седам година и од тада је живео са бабом и дедом. Похађао је католичку школу и једно је време желео да постане свештеник. Дипломирао је на Краљевској шкотској академији музике и драме. Његова сестра Џој Макавој је певачица.

## Филмографија
| Филмски пројекти      |                                        |               |                          |                            |
| Година                | Српски назив                           | Изворни назив | Улога                    | Напомене                   |
| 1995                  |                                        |               | Кевин Севиџ              |                            |
| 1997                  |                                        |               | дечко из краја           | Кратки филм                |
| 1997                  |                                        |               | Ентони Балфор            |                            |
| 2001                  |                                        |               | Мајк                     |                            |
| 2003                  | Чаробна младост                        |               | Сајмон Балкерн           |                            |
| 2003                  | Краљица Боливуда                       |               | Џеј                      |                            |
| 2004                  | Вимблдон                               |               | Карл Колт                |                            |
| 2004                  |                                        |               | Хал Тара                 | глас                       |
| 2004                  |                                        |               | Рори О'Шеј               |                            |
| 2005                  | Летописи Нарније: Лав, вештица и орман |               | господин Тумнус          |                            |
| 2006                  | Последњи краљ Шкотске                  |               | Николас Гариган          |                            |
| 2006                  | Почетно питање                         |               | Брајан Џексон            |                            |
| 2007                  | Прича о Џејн                           |               | Томас Лефрој             |                            |
| 2007                  | Пенелопи                               |               | Џони Мартин/Макс Кемпион |                            |
| 2007                  | Покајање                               |               | Роби Тернер              |                            |
| 2008                  | Тражен                                 |               | Весли А. Гибсон          |                            |
| 2009                  | Последња станица                       |               | Валентин Булгаков        |                            |
| 2011                  | Гномео и Јулија                        |               | Гномео                   | глас                       |
| 2011                  | Завереник                              |               | Фредрик Ејкен            |                            |
| 2011                  | Икс-људи: Прва класа                   |               | Чарлс Завијер            |                            |
| 2011                  | Мисија: Спасити Божић                  |               | Артур                    | глас                       |
| 2013                  |                                        |               | Макс Левински            |                            |
| 2013                  | Транс                                  |               | Сајмон Њутон             |                            |
| 2013                  | Прљаво                                 |               | Марк                     |                            |
| 2014                  |                                        |               | Конор Ладлоу             |                            |
| 2014                  |                                        |               | достављач                | камео                      |
| 2014                  | Икс-људи: Дани будуће прошлости        |               | Чарлс Завијер            |                            |
| 2015                  | Виктор Франкенштајн                    |               | Виктор Франкенштајн      |                            |
| 2016                  | Икс-људи: Апокалипса                   |               | Чарлс Завијер            |                            |
| 2017                  | Подељен                                |               | Кевин Вандел Крамб       |                            |
| 2017                  | Атомска плавуша                        |               | Дејвид Персивал          |                            |
| 2018                  | Дедпул 2                               |               | Чарлс Завијер            | камео                      |
| 2019                  | Икс-људи: Мрачни Феникс                |               | Чарлс Завијер            |                            |
| 2019                  | То: Друго поглавље                     |               | Бил Денбро               |                            |
| Телевизијски пројекти |                                        |               |                          |                            |
| 1997                  |                                        |               | Гавин Доналд             | Епизода "Rent"             |
| 2001                  | Браћа по оружју                        |               | Џејмс В. Милер           |                            |
| 2001                  |                                        |               | водник Блоксхам          | ТВ филм                    |
| 2001                  |                                        |               | Мартин Воспер            | Епизода "Teacher"          |
| 2002                  |                                        |               | Џош Малфен               | 2 епизоде                  |
| 2002                  |                                        |               | Гауан Рос                | Епизода "Payment in Blood" |
| 2002                  |                                        |               | Реј Причард              | Епизода "The German Woman" |
| 2003                  | Деца Дине Френка Херберта              |               | Лето Атреид II           | 3 епизоде                  |
| 2003                  |                                        |               | Ден Фостер               | 6 епизода                  |
| 2003                  |                                        |               | Лијам                    | 4 епизоде                  |
| 2004–2005             |                                        |               | Стив Макбрајд            | 13 епизода                 |
| 2005                  |                                        |               | Џо Магбет                | Епизода "Macbeth"          |
| 2009                  |                                        |               | Морис Мауслинг           | глас                       |